# Neuville-sur-Sarthe
Neuville-sur-Sarthe ist eine französische Gemeinde mit 2.463 Einwohnern (Stand 1. Januar 2022) im Département Sarthe in der Region Pays de la Loire. Die Gemeinde gehört zum Arrondissement Le Mans und zum Kanton Bonnétable. Die Einwohner werden Neuvillois genannt.

## Geographie
Neuville-sur-Sarthe liegt etwa sechs Kilometer nördlich von Le Mans am Fluss Sarthe. Zur Gemeinde gehören neben dem Kernort die Ortschaften Montreuil und La Trugalle. Umgeben wird Neuville-sur-Sarthe von den Nachbargemeinden La Guierche im Norden, Joué-l’Abbé im Nordosten, Savigné-l’Évêque im Osten, Sargé-lès-le-Mans im Südosten, Coulaines und Saint-Pavace im Süden, Saint-Saturnin im Südwesten sowie La Bazoge im Westen und Nordwesten.

## Geschichte
Die Römer errichteten im ersten nachchristlichen Jahrhundert mehrere Tempel im Ort.

### Bevölkerungsentwicklung
| 1962 | 1968 | 1975 | 1982 | 1990 | 1999 | 2006 | 2012 | 2018 |
| ---- | ---- | ---- | ---- | ---- | ---- | ---- | ---- | ---- |
| 1079 | 1070 | 1121 | 1906 | 2121 | 2221 | 2215 | 2368 | 2434 |

## Sehenswürdigkeiten
- Kirche Notre-Dame aus dem 16. Jahrhundert
- Wassermühle aus dem 6. Jahrhundert
- Schloss Monthéard

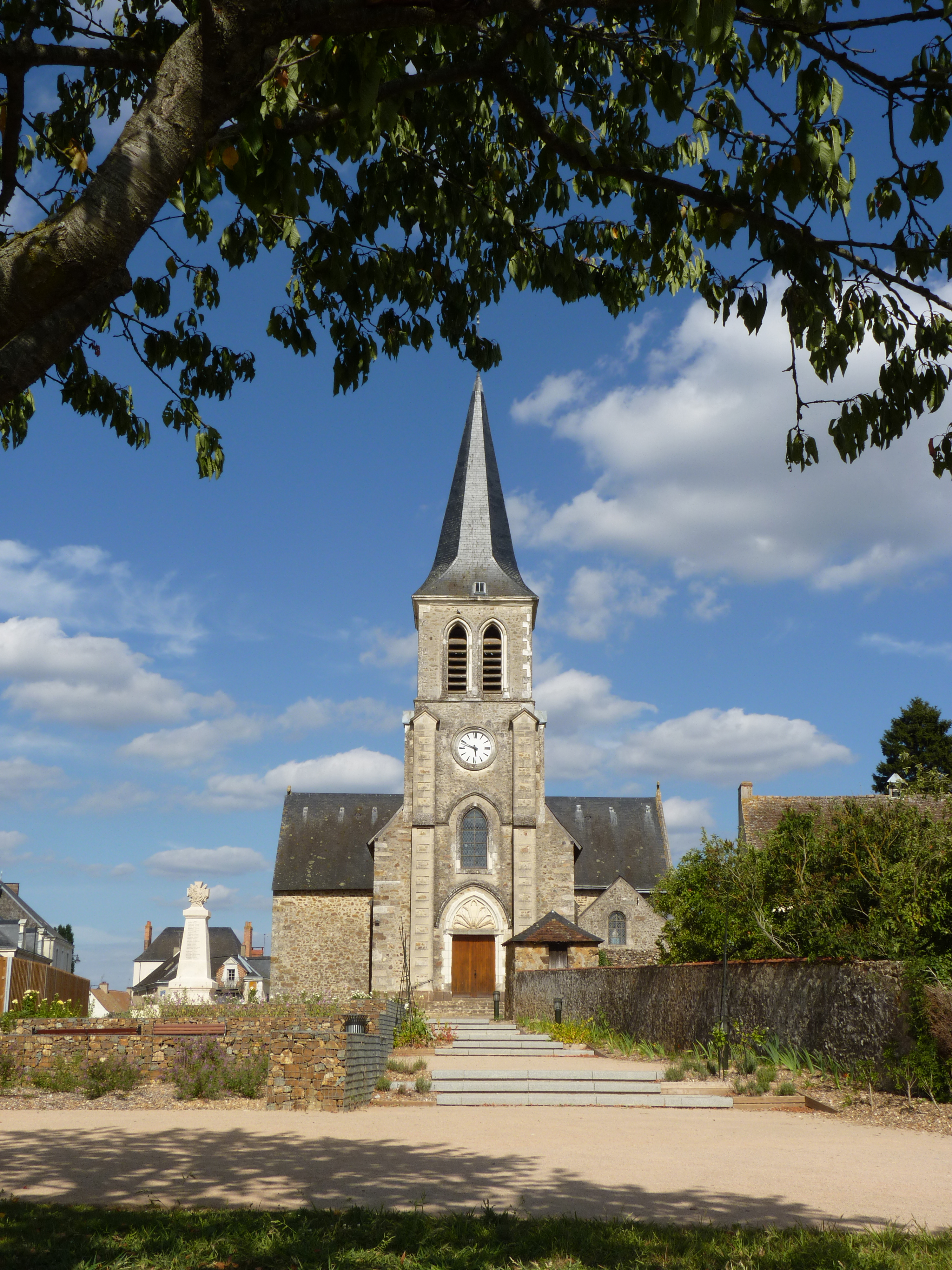
Kirche Notre-Dame
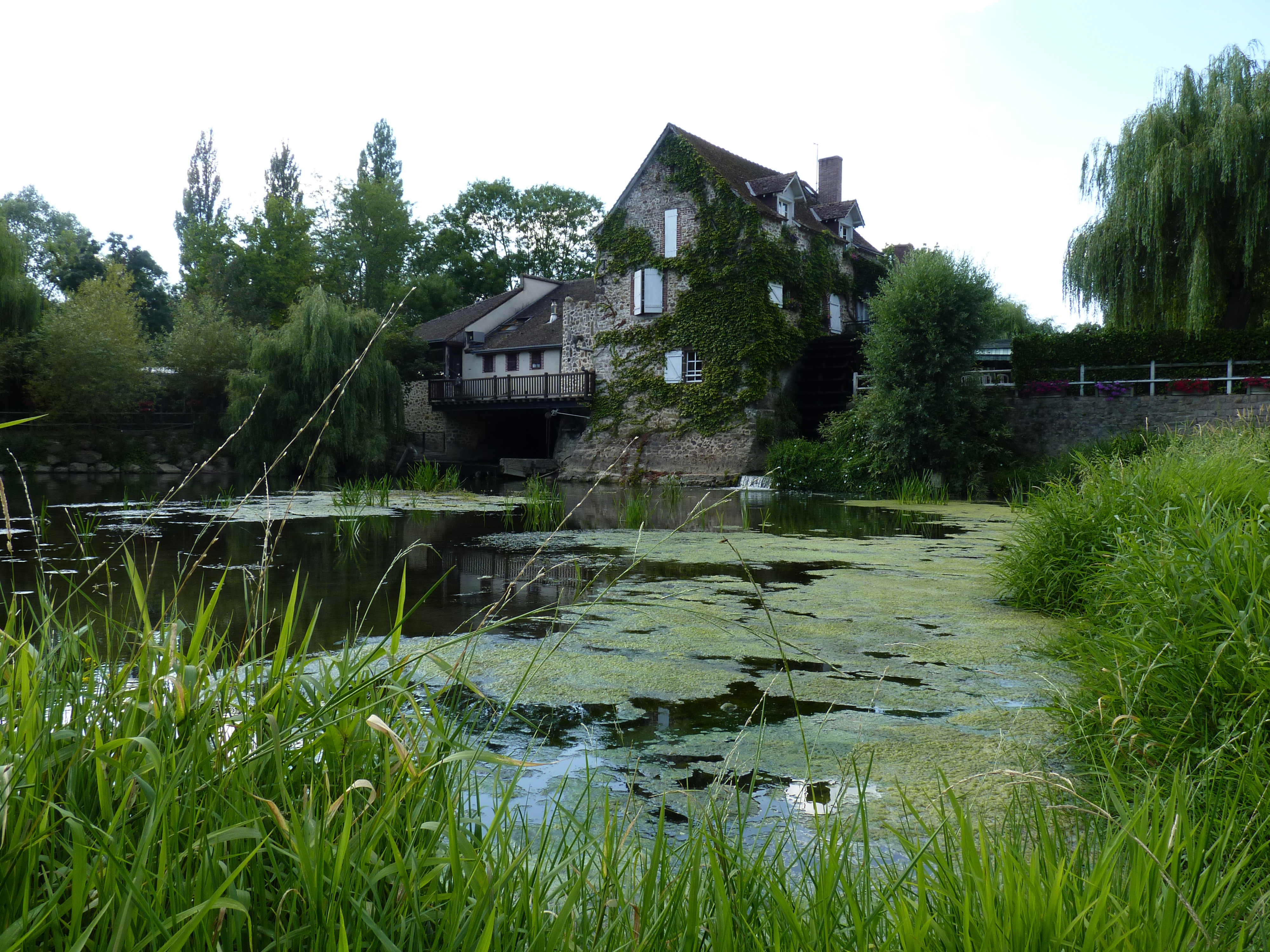
Wassermühle